# 中山涧镇
中山涧镇，是中华人民共和国陕西省榆林市靖边县下辖的一个乡镇级行政單位。

## 行政区划
中山涧镇下辖以下地区：
中山涧村、马场村、马家坬村、贺家峁村、长渠村、五道沟村、乔家湾村、石窑沟村、水路畔村、西湾村、沙坬沟村和二姐畔村。